# Eros (satelita)
Eros (hebr. לוויין) – seria dwóch komercyjnych izraelskich satelitów obserwacji Ziemi. Zostały zbudowane przez Israel Aerospace Industries, we współpracy z El-Op. Obydwa są zarządzane przez spółkę ImageSat International.

## Charakterystyka

### Eros A
Satelita obserwacyjny Eros A został wystrzelony 5 grudnia 2000 na pokładzie rosyjskiej rakiety Start-1 z kosmodromu Swobodny we wschodniej Syberii. Został zbudowany w oparciu o doświadczenie zdobyte przy satelicie szpiegowskim Ofeq 3. Ważył przy wystrzeleniu 250 kg.
Satelita znajduje się na niskiej orbicie na wysokości 480 km. Dostarcza handlowych obrazów z rozdzielczością do 1,9 metra, w zapisie 11 bitowym.

### Eros B
Firma ImageSat International początkowo planowała wystrzelenie drugiego satelity w sześć miesięcy po pierwszym, jednak niski popyt na jego zdjęcia powodował straty finansowe i opóźnienie w wystrzeleniu kolejnego satelity.
Satelita obserwacyjny Eros B został wystrzelony 25 kwietnia 2006 na pokładzie rosyjskiej rakiety Start-1 z kosmodromu Swobodny.
Satelita dostarcza handlowych obrazów z rozdzielczością do 70 cm. Od momentu wystrzelenia nadzoruje nuklearny program Iranu.